# Franco Caprioli
Franco Caprioli (* 5. April 1912 in Mompeo, Provinz Rieti; † 8. Februar 1974 in Rom) war ein italienischer Comiczeichner.

## Leben und Werk
Nach einer kurzen Laufbahn als Maler begann Capriolis Comickarriere im Jahr 1937, als er für die Zeitschriften Argentovivo und Il Vittorioso mehrere Serien schuf. Ab Oktober 1938 arbeitete er mit Gian Luigi Bonelli zusammen. Zu Beginn der 1940er Jahre zeichnete Caprioli unter anderem einige Abenteuer von Micky Maus für Il Topolino. Ab dem Jahr 1943 zeichnete er für die Zeitung Il Corriere dei piccoli. Nach dem Krieg arbeitete Caprioli sowohl für Il Topolino sowie lange Jahre für Il Vittorioso. Ab Mitte der 1960er Jahre zeichnete Caprioli für englische und französische Verlage, bevor er ab 1970 mehrere Comic-Umsetzungen von Romanen von Jules Verne zeichnete. Er starb, bevor er Ein Kapitän von 15 Jahren vollenden konnte; dieser wurde von Gino d’Antonio zu Ende geführt. Auf Deutsch sind von Caprioli im Carlsen Verlag vier Comics unter dem Reihentitel Jules Verne-Comics veröffentlicht worden.